# Hypoxylon fendleri
Hypoxylon fendleri är en svampart som beskrevs av Berk. ex Cooke 1883. Hypoxylon fendleri ingår i släktet Hypoxylon och familjen kolkärnsvampar.   Inga underarter finns listade i Catalogue of Life.